# Suffragan Bishops Act 1534
Der Suffragan Bishops Act 1534 (26 Hen 8 c 14) ist ein Gesetz des Englischen Parlamentes, das die Ernennung von Suffraganbischöfen in England und Wales autorisierte. Die Tradition, Suffraganbischöfe zu ernennen, die nach einer Stadt im Diözesangebiet des unterstützten Bischofs liegt, hat in dem Gesetz ihren Ursprung. Der Suffraganbischof darf aber nur nach Städten benannt sein, die nicht eine Diözese bezeichnen.

## Historische Entwicklung
Das Gesetz benennt die Städte Thetford, Ipswich, Colchester, Dover, Guildford, Southampton, Taunton, Shaftesbury, Molton, Marlborough, Bedford, Leicester, Gloucester, Shrewsbury, Bristol, Penrydd, Bridgwater, Nottingham, Grantham, Hull, Huntingdon, Cambridge, Penrith, Berwick-upon-Tweed, St Germans und die Isle of Wight als Sitz eine Suffraganbischofs.
Als die Diözesen in der Industrielle Revolution wuchsen, benötigten die Bischöfe Unterstützung. Suffraganbischöfe hätten zwar ernannt werden können, aber es gab viele ekklesiologische, pragmatische und theologische Einwände gegen sie. So gingen die englischen Bischöfe dazu über, Bischöfe, die eigentlich als Stipend oder Coadjutor bishop (ohne Nachfolgerecht) für die Kolonien ernannt und geweiht wurden, zu Assistent Bishops zu ernennten. Häufig wurde ihnen ein weiters bedeutendes Amt verliehen um ihren Lebensunterhalt zu sichern. Als diese Praxis zunahm, zog sie heftige Kritik auf sich, weil sie diesen Kolonien „ihren“ Bischof vorenthielt. Daraufhin wurden wieder Suffraganbischöfe ernannt. Nach über 250 Jahren wurde am 2. Februar 1870 Henry Mackenzie zum Bischof von Nottingham ernannt. Zu diesem Zeitpunkt gab es nur die 26 Suffraganbischofssitze, die im Gesetz von 1534 genannt wurden. Der Suffragans Nomination Act von 1888 erlaubte die Schaffung neuer Suffragansitze. Die Ernennung von Suffraganbischöfen wurde danach wesentlicher häufiger.
Ungeachtet dessen, was im Suffragan Bishops Act 1534 steht, ist es seit 1898 erlaubt, auch Bischöfe zu Suffraganbischöfen zu ernennen, die bereits zu Bischöfen geweiht sind. In diesem Fall müssen sie aber nicht nochmals geweiht werden.
In Großbritannien wurde das Gesetz 2010 teilweise außer Kraft gesetzt.

## Hintergrund
Vor der englischen Reformation wurden Bischöfen, wie noch heute in der römisch-katholischen Kirche üblich ist, Titularbischöfe als Weihbischöfe zur Seite gestellt. Da die Bistümer in partibus infidelium, im Gebiet der Ungläubigen, nicht zum englischen Gebiet gehörten wurde diese Möglichkeit nicht gewählt.

## Titel aus dem Jahre 1534
Die Titel, die durch das Gesetz von 1534 vorgeschrieben sind und derzeit als Weihbischof verwendet werden, sind fett gedruckt:
| Suffraganbischofsitz      | Bistum                                        | Jahr                                          |
| ------------------------- | --------------------------------------------- | --------------------------------------------- |
| Bischof von Bedford       | Diözese London                                | 1537–1560, 1879–1898                          |
| Bischof von Bedford       | Diözese St Albans                             | seit 1935                                     |
| Bischof von Berwick       | Diözese Durham                                | 1537–1571                                     |
| Bischof von Berwick       | Diözese Newcastle                             | seit 2016                                     |
| Bischof von Bridgwater    | Keine Ernennung bekannt (nun in Bath & Wells) | Keine Ernennung bekannt (nun in Bath & Wells) |
| Bischof von Bristol       | Diözese Worcester                             | 1538–1542                                     |
| Bischof von Bristol       | Diözesantitel                                 | seit 1542                                     |
| Bischof von Cambridge     | Keine Ernennung bekannt (nun in Ely)          | Keine Ernennung bekannt (nun in Ely)          |
| Bischof von Colchester    | Diözese Ely                                   | 1536–1541, 1592–1608                          |
| Bischof von Colchester    | Diözese St Albans                             | 1882–1914                                     |
| Bischof von Colchester    | Diözese Chelmsford                            | seit 1914                                     |
| Bischof von Dover         | Diözese Canterbury                            | 1536–1597, seit 1870                          |
| Bischof von Dover         | seit etwa 1999 auch Bischof in Canterbury     |                                               |
| Bischof von Gloucester    | Keine Ernennung als Suffraganbistum bekannt   | Keine Ernennung als Suffraganbistum bekannt   |
| Bischof von Gloucester    | Diözesantitel                                 | seit 1541                                     |
| Bischof von Grantham      | Diözese Lincoln                               | seit 1905                                     |
| Bischof von Guildford     | Bischof von Winchester                        | 1874–1927                                     |
| Bischof von Guildford     | Diözesantitel                                 | seit 1927                                     |
| Bischof von Hull          | Diözese York                                  | 1538–1579, seit 1891                          |
| Bischof von Huntingdon    | Diözese Ely                                   | seit 1966                                     |
| Bischof von Ipswich       | Diocese unclear                               | 1536–1538                                     |
| Bischof von Ipswich       | Diözese Norwich                               | 1899–1909                                     |
| Bischof von Ipswich       | Diözesantitel                                 | seit 1914                                     |
| Bischof der Isle of Wight | Keine Ernennung bekannt (nun Portsmouth)      | Keine Ernennung bekannt (nun Portsmouth)      |
| Bischof von Leicester     | Diözese Peterborough                          | 1888–1927                                     |
| Bischof von Leicester     | Diözesantitel                                 | seit 1927                                     |
| Bischof von Marlborough   | Diözese Salisbury                             | 1537–1568                                     |
| Bischof von Marlborough   | Diözese London                                | 1888–1918                                     |
| Bischof von Molton        | Keine Ernennung bekannt (nun in Exeter)       | Keine Ernennung bekannt (nun in Exeter)       |
| Bischof von Nottingham    | Diözese York                                  | 1567–1570                                     |
| Bischof von Nottingham    | Diözese Lincoln                               | 1870–1884                                     |
| Bischof von Nottingham    | Diözese Southwell                             | 1884–1893                                     |
| Bischof von Nottingham    | Diözesantitel                                 | seit 2005                                     |
| Bischof von Penrydd       | Diözese Llandaff                              | 1537–1539                                     |
| Bischof von Penrith       | Diözese Ripon                                 | 1888–1889                                     |
| Bischof von Penrith       | Diözese Carlisle                              | seit 1939                                     |
| Bischof von St Germans    | Diözese Truro                                 | 1905–1918, seit 1974                          |
| Bischof von Shaftesbury   | Diözese Salisbury                             | 1539                                          |
| Bischof von Shrewsbury    | Diözese Llandaff (wahrscheinlich)             | 1537–1561                                     |
| Bischof von Shrewsbury    | Diözese Lichfield                             | 1888–1905, seit 1940                          |
| Bischof von Southampton   | Diözese Winchester                            | seit 1895                                     |
| Bischof von Taunton       | Diözese Bath and Wells                        | 1538–1559, seit 1911                          |
| Bischof von Thetford      | Diözese Norwich                               | 1536–1570, 1894–1926, seit 1945               |

## Jüngere Titel
Jüngere Titel seit dem Suffragans Nomination Act 1888, der es erlaubte neue Suffragantitel zu ernennen. Dazu gehören folgende Titel (in Klammern steht das Bistum, welches sie unterstützen. Die heute verwendeten Titel sind fett):
- Bischof von Aston (Birmingham, 15. Juli 1954)[5]
- Bischof von Barking (Chelmsford; ursprünglich St Albans)
- Bischof von Barrow-in-Furness (Carlisle, 6. April 1889)[6]
- Bischof von Basingstoke (Winchester)
- Bischof von Beverley (York)
- Bischof von Birkenhead (Chester)
- Bischof von Bolton (Manchester, 8. Februar 1984)[7]
- Bischof von Bradford (Leeds, 20. April 2014)
- Bischof von Bradwell (Chelmsford, 20. Dezember 1967)[8]
- Bischof von Brixworth (Peterborough, 26. Juli 1988)[9]
- Bischof von Buckingham (Oxford, 22. November 1913)[10]
- Bischof von Burnley (Blackburn; ursprünglich Manchester)
- Bischof von Coventry (Worcester; heute eine Diözese)
- Bischof von Crediton (Exeter)
- Bischof von Croydon (Southwark; ursprünglich Canterbury)
- Bischof von Derby (Southwell; heute eine Diözese)
- Bischof von Doncaster (Sheffield, 4. Februar 1972)[11]
- Bischof von Dorchester (Oxford, 2. Februar 1939)[12]
- Bischof von Dorking (Guildford; ursprünglich Winchester)
- Bischof von Dudley (Worcester, 24. Oktober 1973)[13]
- Bischof von Dunwich (St Edmundsbury and Ipswich, 14. August 1934)[14]
- Bischof von Ebbsfleet (Canterbury, 8. Februar 1994)[15]
- Bischof von Edmonton (London, 29. Mai 1970)[16]
- Suffragan Bischof in Europa (Europa)
- Bischof von Fulham (London, 1. Februar 1926)[17]
- Bischof von Grimsby (Lincoln, 15. Juli 1935)[18]
- Bischof von Hertford (St Albans)
- Bischof von Horsham (Chichester)
- Bischof von Huddersfield (Leeds, 20. April 2014)
- Bischof von Hulme (Manchester, 11. Oktober 1923)[19]
- Bischof von Islington (London)
- Bischof von Jarrow (Durham)
- Bischof von Kensington (London)
- Bischof von Kingston-upon-Thames (Southwark)
- Bischof von Kirkstall (Leeds; zuvor Bischof von Richmond, in der Diözese Ripon)
- Bischof von Lancaster (Blackburn, 24. Juli 1936)[20]
- Bischof von Lewes (Chichester)
- Bischof von Loughborough (Leicester, 12. April 2017)[21]
- Bischof von Ludlow (Hereford, 23. September 1981)[22]
- Bischof von Lynn (Norwich, 26. Juni 1963)[23]
- Bischof von Maidstone (Canterbury)
- Bischof von Middleton (Manchester, 10. August 1926)[24]
- Bischof von Plymouth (Exeter, 21. November 1922)[25]
- Bischof von Ramsbury (Salisbury, 24. Oktober 1973)[26]
- Bischof von Reading (Oxford)
- Bischof von Repton (Derby, 18. Mai 1965)[27]
- Bischof von Richborough (Canterbury, 8. Februar 1994)[28]
- Bischof von Ripon (Leeds; zuvor Bischof von Knaresborough, in der Diözese Ripon)
- Bischof von Selby (York, 20. Dezember 1938)[29]
- Bischof von Sheffield (York; heute eine Diözese)
- Bischof von Sherborne (Salisbury, 6. Februar 1925)[30]
- Bischof von Sherwood (Southwell, 18. Mai 1965)[27]
- Bischof von Southwark (Rochester; heute eine Diözese)
- Bischof von Stafford (Lichfield)
- Bischof von Stepney (London)
- Bischof von Stockport (Chester)
- Bischof von Swindon (Bristol; zuvor Bischof von Malmesbury, 25. Juli 1927)[31]
- Bischof von Tewkesbury (Gloucester)
- Bischof von Tonbridge (Rochester, 11. September 1958)[32]
- Bischof von Wakefield (Leeds; zuvor Bischof von Pontefract, in der Diözese Wakefield, 27. Oktober 1930)[33]
- Bischof von Warrington (Liverpool)
- Bischof von Warwick (Coventry, 19. Dezember 1979)[34]
- Bischof von Whalley (Blackburn; ursprünglich Manchester, 28. Juni 1909)[35]
- Bischof von Whitby (York, 30. Juli 1923)[36]
- Bischof von Willesden (London, 8. August 1911)[37]
- Bischof von Wolverhampton (Lichfield, 6. Februar 1979)[38]
- Bischof von Woolwich (Southwark)

## „Vergessene“ Suffragansitze
Im Jahr 2015 deckten Nachforschungen der Rechtsabteilung der Church of England im Auftrag der Diözesankommission vierzehn „vergessene“ Suffragansitze auf, die 1889 durch Order in Concil errichtet, aber niemals mit einem Amtsinhaber besetzt wurden. Die Diözesankommission hat darauf hingewiesen, dass diese wie jeder andere ruhende Bischofssitz wiederbelebt und besetzt werden können.
Per Order-in-Council vom 6. April 1889:
- Bischof von Alnwick (Newcastle)
- Bischof von Bishopwearmouth (Durham)
- Bischof von Halifax (Leeds; vorher Wakefield)
- Bischof von Hexham (Newcastle)
- Bischof von Kendal (Carlisle)
- Bischof von Rochdale (Manchester)
- Bischof von Wigan (Liverpool)

By Order-in-Council vom 5. Juli 1889:
- Bischof von Aylesbury (Oxford)
- Bischof von Boston (Lincoln)
- Bischof von Chelsea (London)
- Bischof von Cirencester (Gloucester)
- Bischof von Leominster (Hereford)
- Bischof von Northampton (Peterborough)
- Bischof von Oswestry (Lichfield)

Außerdem wurden – neben dem Suffraganbischof von Penrydd (jetzt in der Diözese St. Davids), der durch das Gesetz von 1534 errichtet wurde – sechs weitere Sitze der Church in Wales nach dem Suffragans Nomination Act 1888 errichtet:
- Bischof von Cardiff (Diözese Llandaff)
- Bischof von Carnarvon (Bangor)
- Bischof von Holyhead (Bangor)
- Bischof von Monmouth (damals in Llandaff, jetzt ein Diözesansitz)
- Bischof von Wrexham (St. Asaph)
- Bischof von Swansea (damals in St. David’s, jetzt ein Diözesansitz als Swansea und Brecon).